# Крижана річка
Крижана річка (англ. Ice River Spring) - незамерзаюче джерело на північному острові Елсмір (Канада).

## Опис
Розташоване на північ від фіорду Отто в гористій місцевості. Вода стікає по відносно пологому (21 о) гірському схилу з висоти 300 метрів. Джерело не замерзає навіть під час полярної ночі, коли температура повітря опускається нижче позначки в 50 оС. Дебіт джерела 520 л/с. Температура води - 9 оС.
Відкрив "Крижану річку" геохімік Стівен Ґрасбі (Stephen Grasby).